# Pratylenchus crenatus
Espèce
Synonymes
- Pratylenchus pratensis apud Thorne, 1949[1]

Pratylenchus crenatus est une espèce de nématodes de la famille des Pratylenchidae et du genre Pratylenchus. C'est un nématode phytopathogène parasitant de nombreuses espèces de plantes différentes.

## Plantes hôtes
Les plantes hôtes de Pratylenchus crenatus comprennent le blé, le maïs, le sarrasin, le colza, la persicaire, l'aigremoine, le chiendent et la saponaire. Le meilleur hôte est le chiendent et le pire le blé. Les paramètres de taille corporelle du nématode différent selon les hôtes. Il a également été signalé sur gazon de terrains de golf en Ontario au Canada, sur des arbres fruitiers au Canada et sur tabac au Japon.

## Description
Selon la description de Loof (d) en 1960, P. crenatus est une espèce modérément élancée et de petite taille, la plupart des spécimens étant plus petits que 500 μ. Leur corps est généralement enroulé lorsqu'il est tué par une chaleur douce. La région labiale possède trois annules. L'annulation du corps est proéminente. La champ latéral présente quatre incisures principales, les externes fortement crénelées ; la zone centrale avec une sculpture formant normalement deux lignes latérales supplémentaires quelque peu irrégulières près des incisures internes. La queue est largement arrondie ; l'extrémité souvent spatulée, grossièrement et distinctement annulée. L'ovaire présente des ovocytes en une seule rangée, à l'exception d'une courte zone près de l'extrémité antérieure. La spermathèque est absente, et la branche utérine postérieure est courte, indifférenciée. Les mâles sont soit extrêmement rares, soit inexistants.
Cependant, tous les spécimens étudiés avaient une longue branche utérine postvulvaire et une spermathèque parfois obscure qui ne contenait pas de sperme ou de corps similaires. Loof a indiqué comme spécimen type de P. crenatus le néotype de Samuel Alexis Sher (d) et Merlin Walters Allen en 1953 de P. pratensis. Merlin Allen a comparé les spécimens de deux populations néerlandaises avec ce type. Une population avec une longue branche utérine postvulvaire, une spermathèque vide et sans mâles semblait être conspécifique à P. crenatus. Les descriptions de P. crenatus données par Sher et Allen en 1953, et Loof en 1960, nécessitent les modifications et ajouts suivants : la spermathèque est petite et vide, située en avant de la vulve à environ 50% à 90% de la distance entre la vulve et l'anus. La branche utérine post-vulvaire occupe 40% à 50% de la distance entre la vulve et l'anus (environ deux diamètres corporels de long, comme indiqué par Sher et Allen en 1953). La queue porte 20 à 24 annules. P. crenatus peut être distingué des autres espèces par ses queues crénelées et ses trois annules sur les lèvres, par l'absence de mâles, et la longue branche utérine postvulvaire.

## Répartition
L'espèce est répartie en Amérique du Nord, au Japon, en Europe et en Afrique du Sud.

## Publication originale
- (en) P. A. A. Loof, « Taxonomic studies on the genus Pratylenchus (Nematoda) », European Journal of Plant Pathology, Springer Science+Business Media, vol. 66, no 2,‎ mars 1960, p. 29-90 (ISSN 0929-1873, 0028-2944 et 1573-8469, DOI 10.1007/BF01985804, lire en ligne).